# Jennifer Tilly

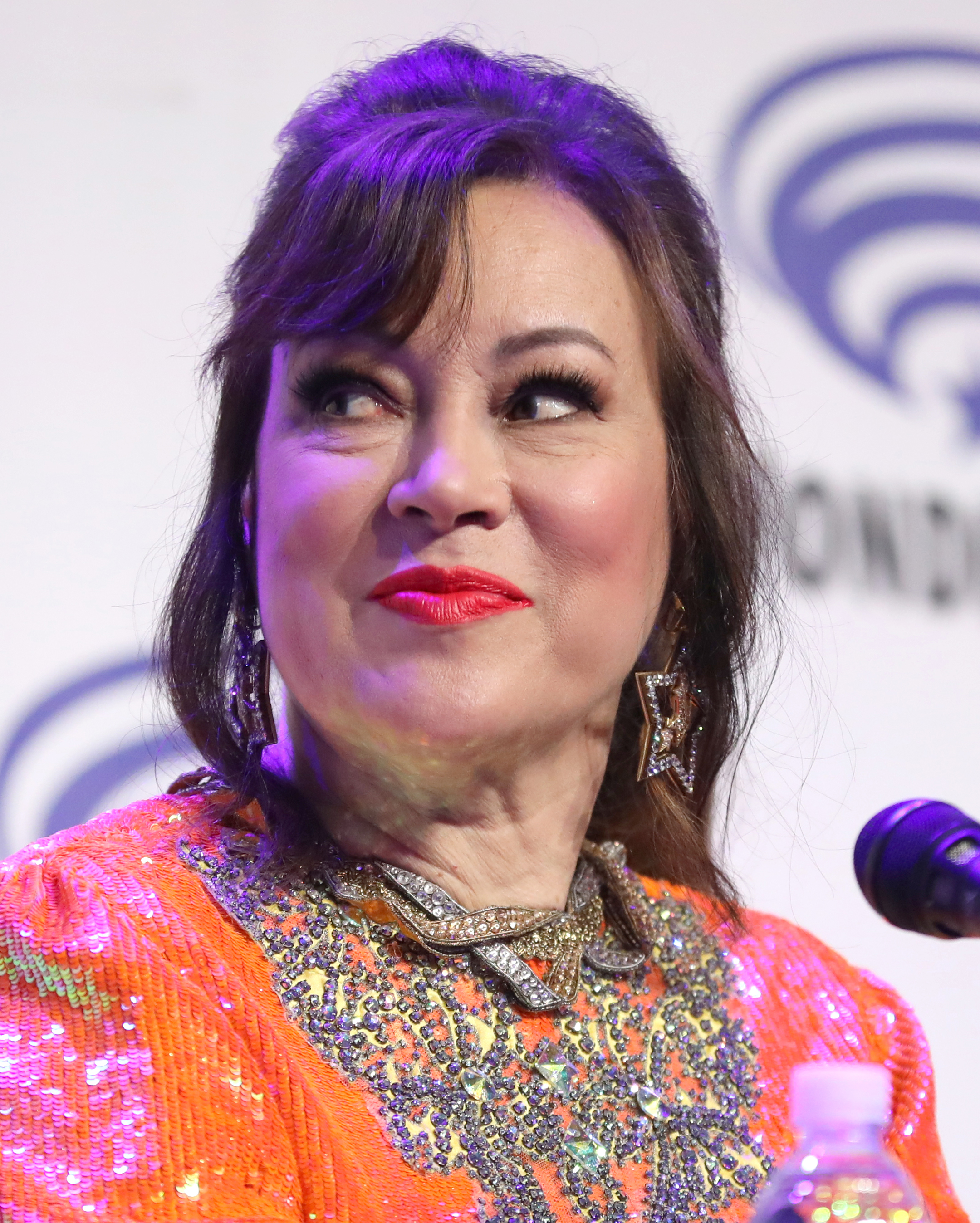
Jennifer Tilly (2024)

Jennifer Tilly (* 16. September 1958 in Los Angeles, Kalifornien als Jennifer Ellen Chan) ist eine US-amerikanische Schauspielerin und Pokerspielerin.

## Leben
Tilly begann ihre Schauspielkarriere 1983. Bis zum Ende der 1980er Jahre spielte sie verschiedene Nebenrollen in Spielfilmen sowie Gastrollen in Fernsehserien wie Polizeirevier Hill Street und Remington Steele. Der berufliche Durchbruch gelang ihr 1989 mit der Rolle der Blanche „Monica“ Moran in Die fabelhaften Baker Boys neben den Brüdern Jeff und Beau Bridges. 1995 wurde sie für ihre Darstellung einer hoffnungslos untalentierten Schauspielerin in Woody Allens Bullets Over Broadway als beste Nebendarstellerin für den Oscar nominiert. Tilly ist ferner in Horrorfilmkreisen für ihre wiederkehrende Filmrolle in den Chucky-Filmen bekannt. Sie spricht bis heute die Stimme der Bonnie Swanson in der Serie Family Guy.
Tilly ist die ältere Schwester der Schauspielerin Meg Tilly. Sie war von 1984 bis 1991 mit Sam Simon, einem der Schöpfer der Simpsons, verheiratet. Seit 2004 ist sie mit dem professionellen Pokerspieler Phil Laak liiert.

## Filmografie (Auswahl)
- 1983: Oh Madeline (Fernsehserie, Folge 1x07 Madeline Acts Forward at the Retreat)
- 1984: Eine starke Nummer (No Small Affair)
- 1985: Traffic School – Die Blech- und Dachschaden-Kompanie (Moving Violations)
- 1986: Angst und Einsamkeit (Inside Out)
- 1986: Cheers (Fernsehserie, Folge 4x17)
- 1987: He’s My Girl
- 1988: High Spirits (High Spirits)
- 1989: Alles auf Sieg (Let It Ride)[1]
- 1989: Die fabelhaften Baker Boys (The Fabulous Baker Boys)
- 1991: The Doors
- 1992: Schatten des Wolfes (Shadow of the Wolf)
- 1993: Made in America
- 1994: Bullets Over Broadway
- 1994: Getaway
- 1995: Nosferatu – Vampirische Leidenschaft (Embrace of the Vampire)
- 1995: Man with a Gun
- 1996: Bound – Gefesselt (Bound)
- 1996: Hausarrest (House Arrest)
- 1997: Bella Mafia
- 1997: Der Dummschwätzer (Liar Liar)
- 1998: Chucky und seine Braut (Bride of Chucky)
- 1998: Liebe auf den ersten Schrei (Music from Another Room)
- 1998: Relax … It’s Just Sex
- 1999: Märchenprinz verzweifelt gesucht (Goosed)
- 1999: Die Muse (The Muse)
- 1999: Do Not Disturb
- 1999: Stuart Little (Stimme)
- seit 1999 Family Guy (Fernsehserie, Stimme)
- 2000: Hide and Seek (Cord)
- 2001: Dancing at the Blue Iguana
- 2001: Fast Sofa
- 2001: The Cat’s Meow
- 2001: Die Monster AG (Monsters, Inc.)
- 2003: Die Geistervilla (The Haunted Mansion)
- 2003: Happy End (Nowhere to Go But Up)
- 2003: Jericho Mansions
- 2004: Chuckys Baby (Seed of Chucky)
- 2004: El Padrino
- 2004: Frasier (Fernsehserie, Folge 11x19)
- 2004: Saint Ralph
- 2004: Reicher Hund mit Herz (Bailey’s Billions)
- 2005: Tideland
- 2005–2006: Out of Practice – Doktor, Single sucht … (Out of Practice, Fernsehserie, 14 Folgen)
- 2006: Im Bann der dunklen Mächte (The Initiation of Sarah)
- 2007: Intervention
- 2008: The Caretaker
- 2008: Bart Got a Room
- 2008: All in – Alles oder nichts (Deal)
- 2008: Inconceivable
- 2009: Bai yin di guo
- 2011, 2014: Modern Family (Fernsehserie, zwei Folgen)
- 2012: 30 Beats
- 2013: Amelia’s 25th
- 2013: Return to Babylon
- 2013: The Secret Lives of Dorks
- 2013: Curse of Chucky
- 2016: Cinderella Story 4: Wenn der Schuh passt… (A Cinderella Story: If the Shoe Fits)
- 2017: Cult of Chucky
- 2017: Ray Meets Helen
- 2019: 7 Days to Vegas
- 2021: High Holiday
- 2021: Monster bei der Arbeit (Monsters at Work, Fernsehserie, Stimme)
- 2021: Calls (Fernsehserie, Folge 1x02, Stimme)
- 2021–2024: Chucky (Fernsehserie)

## Auszeichnungen
- 1989: CableACE-Award-Nominierung für It’s Garry Shandling’s Show
- 1995: Oscar-Nominierung für Bullets Over Broadway
- 1997:	Saturn-Award-Nominierung für Bound
- 1998:	Blockbuster-Entertainment-Award-Nominierung für Der Dummschwätzer
- 1999:	Saturn-Award-Nominierung für Bride of Chucky
- 2022: Saturn-Award-Auszeichnung für Chucky

## Karriere als Pokerspielerin

### Werdegang
Neben ihrer Schauspielkarriere nimmt Tilly seit 2003 regelmäßig an professionellen Pokerturnieren teil.
Sie gewann im Juni 2005 bei der World Series of Poker im Rio All-Suite Hotel and Casino am Las Vegas Strip die Ladies Championship und war damit Pokerweltmeisterin. Für den Sieg beim Turnier der Variante No Limit Texas Hold’em erhielt sie ein Preisgeld von knapp 160.000 US-Dollar sowie ein Bracelet. Anfang September 2005 setzte sich Tilly auch bei der Ladies Night der World Poker Tour (WPT) im Bicycle Casino in Los Angeles durch und sicherte sich 25.000 US-Dollar. Ende Februar 2008 wurde sie beim WPT-Main-Event im Commerce Casino in Los Angeles Zwölfte und erhielt über 60.000 US-Dollar. Im Juli 2010 gewann die Amerikanerin ein Turnier im Hotel Bellagio am Las Vegas Strip mit einer Siegprämie von rund 125.000 US-Dollar. Bei der sechsten Saison der PartyPoker.com Premier League belegte Tilly im März 2013 in London den achten Platz, der ihr 98.000 US-Dollar einbrachte. Seitdem blieben größere Turniererfolge aus.
Insgesamt hat sich Tilly mit Poker bei Live-Turnieren mehr als eine Million US-Dollar erspielt. In Anlehnung an ihren Partner Phil „The Unabomber“ Laak trägt sie den Spitznamen The Unabombshell.

### Turniererfolge (Auswahl)
Nachfolgend sind alle Turniere aufgeführt, bei denen Tilly umgerechnet mindestens 30.000 US-Dollar Preisgeld gewann:
| Datum         | Stadt           | Event (Pokervariante)                                             | Platz | Preisgeld (in $) |
| ------------- | --------------- | ----------------------------------------------------------------- | ----- | ---------------- |
| 26. Juni 2005 | Paradise        | World Series of Poker: Ladies Championship (No Limit Hold’em)     | 01    | 158.335          |
| 15. Sep. 2006 | Atlantic City   | World Poker Tour: Championship Event (No Limit Hold’em)           | 15    | 052.380          |
| 12. Dez. 2006 | Paradise        | Five Diamond World Poker Classic (No Limit Hold’em)               | 01    | 039.480          |
| 23. Feb. 2008 | Los Angeles     | World Poker Tour: Championship Event (No Limit Hold’em)           | 12    | 061.610          |
| 9. Juli 2010  | Paradise        | Bellagio Cup (No Limit Hold’em)                                   | 01    | 124.455          |
| 17. März 2013 | London          | PartyPoker.com Premier League (No Limit Hold’em)                  | 07    | 098.000          |
| 1. März 2014  | Los Angeles     | World Poker Tour: Main Event (No Limit Hold’em)                   | 22    | 042.550          |
| 11. Jan. 2017 | Paradise Island | PokerStars Championship: Turbo 6 Handed (No Limit Hold’em)        | 02    | 039.160          |
| 22. Jan. 2017 | Melbourne       | Aussie Millions Poker Championship: Main Event (No Limit Hold’em) | 29    | 030.209          |